# ماساتوشي هيجوتشي
ماساتوشي هيجوتشي (باليابانية: 樋口 昌俊) (10 أغسطس 1985 في ماتسوساكا في اليابان – )؛ هو لاعب كرة قدم سابق كان يلعب كمدافع.